# Psi2 Lupi
Pour les articles homonymes, voir Psi Lupi.
Désignations
Psi2 Lupi (en abrégé ψ2 Lup) est une étoile triple de la constellation australe du Loup. Elle est visible à l'œil nu avec une magnitude apparente combinée de 4,75.
Le système présente une parallaxe annuelle de 8,97 mas mesurée par le satellite Hipparcos, ce qui indique qu'il est distant d'environ ∼ 360 a.l. (∼ 110 pc) de la Terre. À cette distance, sa magnitude visuelle est diminuée de 0,016 ± 0,009 en raison de l'extinction créée par la poussière interstellaire. Le système est membre du sous-groupe Haut-Centaure Loup de l'association Scorpion-Centaure, qui est l'association d'étoiles massives de types O et B la plus proche du Système solaire.
La paire intérieure, désignée Psi2 Lupi A, forme une binaire spectroscopique à raies doubles avec une période orbitale de 12,26 jours et avec une excentricité de 0,19. Ses deux composantes, Psi2 Lupi Aa et Ab, sont décrites comme étant similaires en apparence. Elles présentent le spectre d'une étoile bleu-blanc de la séquence principale de type spectral B5 V. La luminosité du système montre une micro-variabilité avec une fréquence de 0,94483 cycle par jour et une amplitude de 0,0067 en magnitude. La troisième composante, Psi2 Lupi B, est une étoile de magnitude 10 située à une distance angulaire de 0,51 seconde d'arc.